# 菝葜藤科
菝葜藤科（拉丁种名也可以被拼写为 Ripogonaceae），也叫无须藤科，只有1属—菝葜藤属（Rhipogonum或Ripogonum），共6种，全部生长在澳大利亚和新几内亚东部以及新西兰。
本科植物皆为藤本，但无卷须，花两性，花瓣5，雄蕊的花药比蕊丝要长；果实为浆果，种子含淀粉。 
本科有的品种被当地土著用来编制筐、绳、甚至渔网，有的品种果实、嫩芽、甚至树汁可以食用，R. scandens的根富含淀粉，可以作为酿造啤酒的添加剂。
1981年的克朗奎斯特分类法将本属分入菝葜科，1998年根据基因亲缘关系分类的APG 分类法认为应该单独分出一个科，仍然列入百合目。

## 种
- R. album R. Br. -- （生长在澳大利亚和新几内亚）
- R. brevifolium Conran & Cliff. -- （生长在澳大利亚）
- R. dicolor F. Muell. -- （生长在澳大利亚）
- R. elseyanum F. Muell. -- （生长在澳大利亚）
- R. fawcettianum F. Muell. Ex Benth. -- （生长在澳大利亚）
- R. scandens J.R. & G. Forst. -- (（生长在新西兰）